# Gubin (comune rurale)
Gubin è un comune rurale polacco del distretto di Krosno Odrzańskie, nel voivodato di Lubusz.
Ricopre una superficie di 379,73 km² e nel 2004 contava 7 272 abitanti.
Il capoluogo è Gubin, che non fa parte del territorio ma costituisce un comune a sé.